# Kultura Salinar

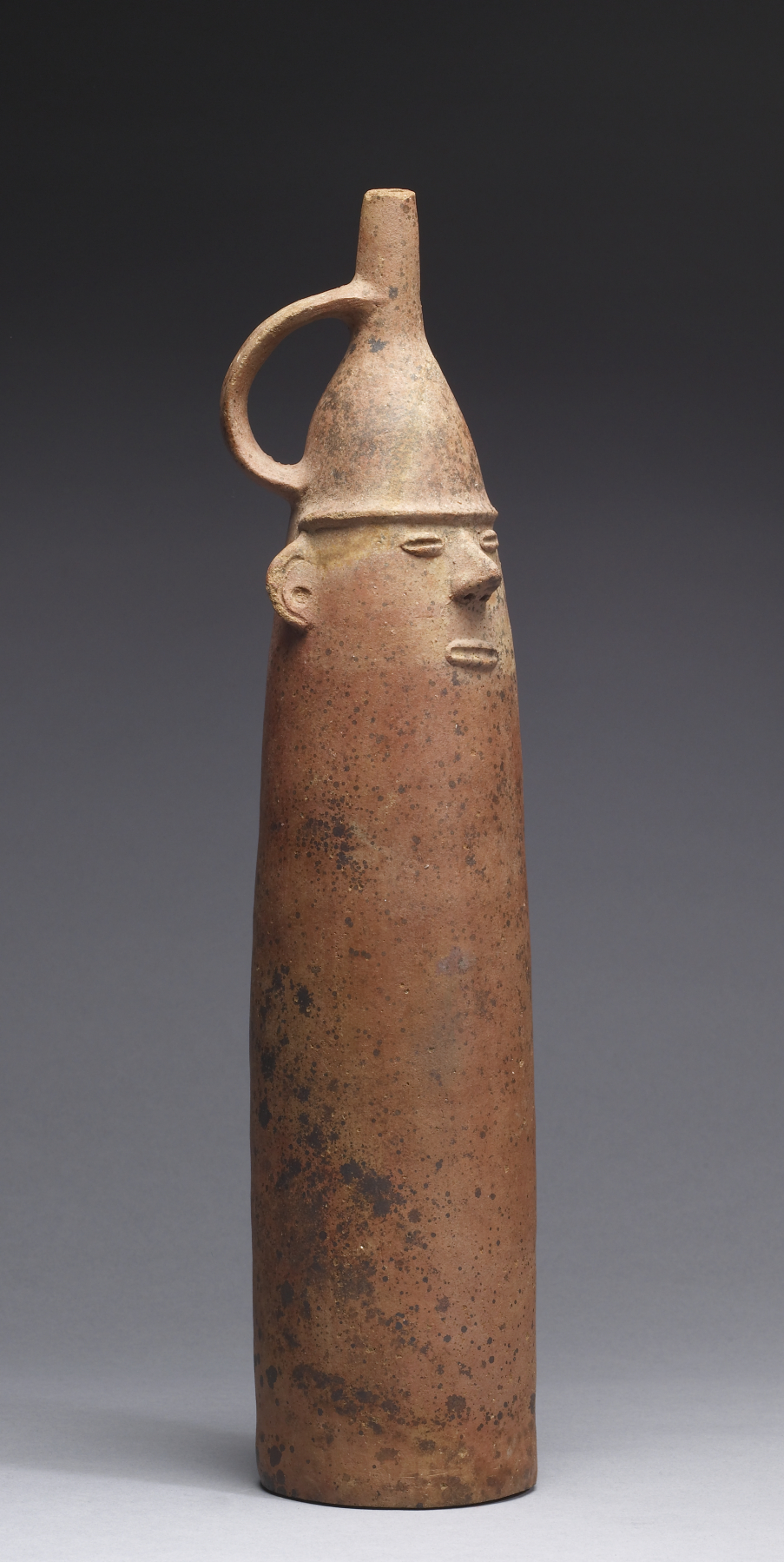
Ceramika Kultury Salinar z Walters Art Museum.

Kultura Salinar – jedna z kultur andyjskich okresu formacyjnego, następczyni kultury Capisnique powstałej ok. XVIII w. p.n.e. Czas jej trwania określany jest na okres od 200 p.n.e. do 200 r. Została odkryta przez Larco Hoyle w 1941 r. w pobliżu El Salinar w dolinie Chicama w północnej części Peru. W odkrytej nekropolii natrafiono na ok. 200 miejsc pochówku. Odnalezione groby miały kształt elipsoidy. Zmarłych układano w nich w pozycji wyprostowanej, na prawym boku. Wśród darów natrafiono na żywność, ceramikę, wyroby ze złota. Kultura Salinar bezpośrednio poprzedza kulturę Mochica, stąd forma wielu wyrobów zbliżona jest do kształtu ceramiki Moche (naczynia o podwójnym wlewie połączonym mostkiem). Dekoracje wykonywane były metodą nacinania lub malowania. Powtarzającym się motywem są linie łamane, faliste, gwiazdy i pętle. Występowały także postacie zwierząt i ludzi. W tym też okresie powstały zaczęły powstawać naczynia ze scenami erotycznymi. Kolorystyka ceramiki to barwy ziemi: od koloru pomarańczowego do beżowego.
Był to czas niepokojów, walk o dostęp do najlepszych miejsc dla uprawy ziemi. Ludność Salinar zaczęła skupiać się w obronnych miastach. Największe znane z wykopalisk centrum znajduje się w Cerro Arena, w dolinie Moche. Zajmuje ono obszar 2,5 km². Na tym terenie znaleziono pozostałości domów mieszkalnych i ośrodków kultu. Wraz ze skupianiem się ludności zaczął wykształcać się nowy system administracji i organizacji. Został on przejęty przez kultury późniejsze.